# 干渉計の型の一覧

## 場の干渉計および線形干渉計
- くさび型空気層せん断干渉計（英語版）
- 天文干渉計（英語版） / マイケルソン恒星干渉計（英語版）
- 古典干渉顕微鏡（英語版）
- Common path - Bath
- 循環干渉計（英語版）
- Diffraction-grating interferometer (white light)
- 二重スリット干渉計
- 二重偏波干渉計
- ファブリ・ペロー干渉計
- フィゾー干渉計（英語版）
- フーリエ変換干渉計（英語版）
- フレネル干渉計（英語版） (フレネルバイプリズム（英語版）、フレネル鏡（英語版）、ロイドの鏡（英語版））
- 等色次数干渉縞法（英語版） (FECO)
- ガボールホログラム（英語版）
- ジル・トルノアのエタロン
- ヘテロダイン干渉計（英語版）（ヘテロダインも参照）
- ホログラフィ干渉計（英語版）
- ジャマン干渉計
- レーザードップラー振動計
- リンニック干渉計（英語版）（顕微鏡）
- 不等光路レーザー干渉計（英語版） (LUPI)
- ルンマー・ゲーリケ干渉計（英語版）
- マッハ・ツェンダー干渉計
- マーチン・パプレット干渉計（英語版）
- マイケルソン干渉計
- ミロー干渉計（英語版）(ミロー対物干渉計とも)（顕微鏡）
- モアレ干渉計（英語版）（モアレも参照）
- マルチビーム干渉計（英語版） (顕微鏡)
- 近接場干渉計（英語版）
- ニュートン干渉計（英語版）（ニュートン環を参照）
- ノマルスキー干渉計（英語版）
- 非線形マイケルソン干渉計 / 階段位相マイケルソン干渉計
- 多重スリット干渉計（英語版）
- 位相シフト干渉計（英語版）
- 平面光波回路 (PLC) 干渉計（英語版）
- レーザドップラー流速計干渉計
- 偏光干渉計（英語版）（バビネ・ソレイユ補償器（英語版）も参照）
- 点回折干渉計（英語版）
- レイリー干渉計（英語版）
- サニャック干渉計
- シュリーレン干渉計（英語版） （位相シフト）
- せん断干渉計（英語版）
- トワイマン・グリーン干渉計（英語版）
- タルボ・ロー干渉計
- ワトソン干渉計（英語版） (顕微鏡)
- 白色光干渉法（英語版） （光学コヒーレンストモグラフィー（英語版）も参照）
- 白色光散乱板干渉計（英語版）(顕微鏡)
- ヤングの二重スリット干渉計（英語版）
- ゼルニケ位相コントラスト顕微鏡（英語版）

## 強度干渉計と非線形干渉計
- 強度干渉計（英語版）
- 強度光学相関計（英語版）
- 周波数分解光ゲーティング（英語版） (FROG)
- Spectral phase interferometry for direct electric-field reconstruction (SPIDER)

## 量子光学的干渉計
- ホン・ウー・マンデル干渉計（英語版） (HOM) （ホン・ウー・マンデル効果（英語版）も参照）
- フランソン干渉計（英語版）
- ハンベリー・ブラウン・トゥイス干渉計（英語版）
- ポラリトン干渉計（英語版）

## 光学以外の分野における干渉計
- 音響干渉計（英語版）
- 原子干渉計（英語版）
- ラムゼー干渉計（英語版）
- Mini grail interferometer
- アハラノフ＝ボーム効果
- 干渉合成開口レーダー（英語版） （レーダーを用いた三次元マッピング）
- 超伝導量子干渉計
- White-Juday Warp Field interferometer